# Box (Guided by Voices)
Box is de eerste boxset van de Amerikaanse indierockband Guided by Voices. De set is een verzameling van alle albums die zijn uitgebracht bij Scat Records. Het omvat Devil Between My Toes (1987), Sandbox (1987), Self-Inflicted Aerial Nostalgia (1989), Same Place the Fly Got Smashed (1990), Propeller (1992, alleen op lp) en het album King Shit and the Golden Boys (1995) met nooit eerder uitgegeven materiaal. De boxset werd op 28 februari 1995 uitgebracht op cd en lp.

## Ontvangst
Stephen Erlewine van AllMusic gaf de boxset een score van 3,5 van 5. Hij noemde Box een "intimidating listen" voor zowel beginners als fans. Erlewine vatte de eerste twee albums in de boxset (Devil Between My Toes en Sandbox) samen als ongepolijste versies van R.E.M.'s debuutalbum Murmur (1983). Op de volgende twee albums, Self-Inflicted Aerial Nostalgia en Same Place the Fly Got Smashed, hoorde hij "British Invasion-inspired abbreviated pop" terug.

## Tracklist

### Devil Between My Toes
| Nr. | Titel                        | Duur |
| --- | ---------------------------- | ---- |
| 1.  | Old Battery                  | 1:46 |
| 2.  | Discussing Wallace Chambers  | 1:48 |
| 3.  | Cyclops                      | 1:50 |
| 4.  | Crux                         | 2:25 |
| 5.  | A Portrait Destroyed by Fire | 5:10 |
| 6.  | 3 Year Old Man               | 1:40 |
| 7.  | Dog's Out                    | 2:09 |
| 8.  | A Proud and Booming Industry | 1:03 |
| 9.  | Hank's Little Fingers        | 2:13 |
| 10. | Artboat                      | 2:28 |
| 11. | Hey Hey, Spaceman            | 2:52 |
| 12. | The Tumblers                 | 2:40 |
| 13. | Bread Alone                  | 1:10 |
| 14. | Captain's Dead               | 2:01 |

### Sandbox
| Nr. | Titel                       | Duur |
| --- | --------------------------- | ---- |
| 1.  | Lips of Steel               | 1:34 |
| 2.  | A Visit to the Creep Doctor | 1:30 |
| 3.  | Everyday                    | 2:58 |
| 4.  | Barricade                   | 4:32 |
| 5.  | Get to Know the Ropes       | 3:48 |
| 6.  | Can't Stop                  | 2:26 |
| 7.  | The Drinking Jim Crow       | 1:36 |
| 8.  | Trap Soul Door              | 1:15 |
| 9.  | Common Rebels               | 2:04 |
| 10. | Long Distance Man           | 1:17 |
| 11. | I Certainly Hope Not        | 2:01 |
| 12. | Adverse Wind                | 2:09 |

### Self-Inflicted Aerial Nostalgia
| Nr. | Titel                             | Duur |
| --- | --------------------------------- | ---- |
| 1.  | The Future Is in Eggs             | 3:30 |
| 2.  | The Great Blake Street Canoe Race | 2:54 |
| 3.  | Slopes of Big Ugly                | 2:06 |
| 4.  | Paper Girl                        | 2:17 |
| 5.  | Navigating Flood Regions          | 2:39 |
| 6.  | An Earful O' Wax                  | 4:22 |
| 7.  | White Whale                       | 2:40 |
| 8.  | Trampoline                        | 2:13 |
| 9.  | Short on Posters                  | 1:47 |
| 10. | Chief Barrel Belly                | 3:17 |
| 11. | Dying to Try This                 | 1:17 |
| 12. | The Qualifying Remainder          | 2:55 |
| 13. | Liar's Tale                       | 1:57 |
| 14. | Radio Show (Trust the Wizard)     | 4:01 |

### Same Place the Fly Got Smashed
| Nr. | Titel                         | Duur |
| --- | ----------------------------- | ---- |
| 1.  | Airshow '88                   | 2:13 |
| 2.  | Order for the New Slave Trade | 3:09 |
| 3.  | The Hard Way                  | 2:53 |
| 4.  | Drinker's Peace               | 1:53 |
| 5.  | Mammoth Cave                  | 2:17 |
| 6.  | When She Turns 50             | 2:07 |
| 7.  | Club Molluska                 | 1:35 |
| 8.  | Pendulum                      | 1:50 |
| 9.  | Ambergris                     | 0:52 |
| 10. | Local Mix-Up / Murder Charge  | 6:40 |
| 11. | Starboy                       | 1:10 |
| 12. | Blatant Doom Trip             | 3:59 |
| 13. | How Loft I Am?                | 1:06 |

### Propeller
| Nr. | Titel                            | Duur |
| --- | -------------------------------- | ---- |
| 1.  | Over the Neptune / Mesh Gear Fox | 5:42 |
| 2.  | Weedking                         | 2:39 |
| 3.  | Particular Damaged               | 1:59 |
| 4.  | Quality of Armor                 | 2:37 |
| 5.  | Metal Mothers                    | 3:18 |
| 6.  | Lethargy                         | 1:21 |
| 7.  | Unleashed! The Large Hearted Boy | 1:59 |
| 8.  | Red Gas Circle                   | 1:26 |
| 9.  | Exit Flagger                     | 2:19 |
| 10. | 14 Cheerleader Coldfront         | 1:32 |
| 11. | Back to Saturn X Radio Report    | 1:33 |
| 12. | Ergo Space Pig                   | 2:48 |
| 13. | Circus World                     | 2:40 |
| 14. | Some Drilling Implied            | 1:41 |
| 15. | On the Tundra                    | 2:38 |

### King Shit and the Golden Boys
| Nr. | Titel                                  | Duur |
| --- | -------------------------------------- | ---- |
| 1.  | We've Got Airplanes                    | 3:01 |
| 2.  | Dust Devil                             | 2:50 |
| 3.  | Squirmish Frontal Room                 | 1:55 |
| 4.  | Tricyclic Looper                       | 1:59 |
| 5.  | Crutch Came Slinking                   | 2:12 |
| 6.  | Fantasy Creeps                         | 3:18 |
| 7.  | Sopor Joe                              | 3:24 |
| 8.  | Crunch Pillow                          | 2:50 |
| 9.  | Indian Was an Angel                    | 2:11 |
| 10. | Don't Stop Now                         | 1:47 |
| 11. | Bite                                   | 1:07 |
| 12. | Greenface                              | 1:53 |
| 13. | Deathtrot and Warlock Riding a Rooster | 1:15 |
| 14. | 2nd Moves to Twin                      | 2:22 |
| 15. | At Odds With Dr. Genesis               | 1:32 |
| 16. | Please Freeze Me                       | 1:19 |
| 17. | Scissors                               | 1:50 |
| 18. | Postal Blowfish                        | 2:12 |
| 19. | Crocker's Favorite Song                | 2:13 |